# Heinrich Schwarz
Heinrich Schwarz (Múnich, 14 de junio de 1906 – Sandweier, 20 de marzo de 1947) fue un oficial de las SS que participó en el Holocausto durante la Segunda Guerra Mundial. 

## Inicios
Schwarz nació en una familia católica de Baviera. Antes de la guerra trabajó como editor de libros.

### Carrera en las SS
Schwarz ingresó al Partido Nazi el 1 de diciembre de 1931, con el número de ficha 786.871, y un día antes lo hizo en las Schutzstaffel (SS), con el número 19.691. Inició servicio activo en las SS, donde fue asignado al 1. SS-Standarten el 1 de diciembre de 1938, hasta el 15 de junio de 1939. El 10 de octubre de 1940 fue transferido a la Sección IV del campo de concentración de Mauthausen, en la Austria anexionada, donde prestó servicios hasta el 30 de septiembre de 1941.
En esa misma fecha, fue transferido al complejo industrial del campo de concentración de Auschwitz, en Polonia, donde desempeñó varias funciones hasta el 11 de noviembre de 1943, cuando fue nombrado como comandante del campo de trabajo de Auschwitz Monowitz (o Auschwitz III como era conocido), donde los prisioneros eran muertos de agotamiento, tras laborar incansablemente en las fábricas de producción de guerra.
El 6 de diciembre de 1943, durante la formación de conteo diurna en el subcampo de Neru-Dachs en Jaworzno, 26 prisioneros fueron colgados en público. Estos prisioneros fueron llevados a Neu-Dachs desde el búnker del Bloque 11, en Auschwitz I. Habían estado encerrados entre el 18 y el 20 de octubre cuando fue descubierto un túnel de escape iniciado por los prisioneros. El comandante de Auschwitz III - Monowitz, Heinrich Schwarz, leyó la sentencia. Algunos de los prisioneros gritaron «No se rindan muchachos» y «Larga vida a Polonia». Schwarz ordenó que fueran empujados de inmediato de los cadalzos y quedaron colgados masivamente. Después de esto, los prisioneros se reunieron en el patio para ver a los hombres ejecutados. Sus cuerpos permanecieron expuestos por 24 horas.

### El fin
El 17 de enero de 1945, ante la inminente llegada del Ejército soviético, los nazis abandonaron el complejo y Schwarz se trasladó a las instalaciones del antiguo campo de concentración de Natzweiler Struthof, donde fue nombrado comandante hasta el mes de abril de ese mismo año, cuando fue capturado por fuerzas militares aliadas y llevado ante un Tribunal Militar en Rastatt, acusado por crímenes contra la humanidad.    
En cumplimiento de esta sentencia, Schwarz fue trasladado hasta los bosques de Sendweier, Alemania y ejecutado ante un pelotón de fusilamiento el 20 de marzo de 1947. 

## Promociones
- SS–Untersturmführer (20 de abril de 1937)
- SS–Obersturmführer (20 de abril de 1939)
- SS–Hauptsturmführer (20 de abril de 1943